# Darren Soto

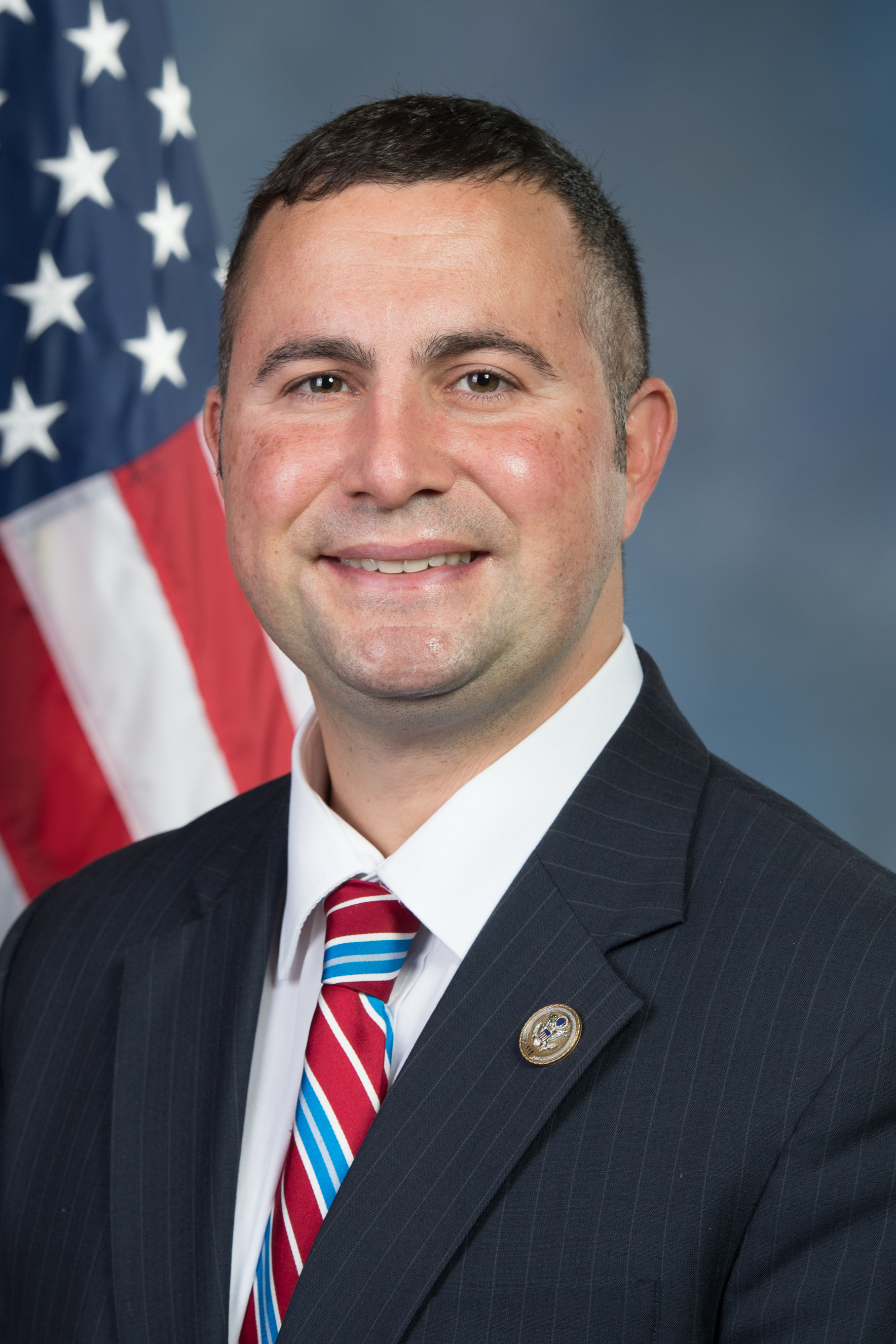
Darren Soto (2017)

Darren Michael Soto (* 25. Februar 1978 in Ringwood, New Jersey) ist ein US-amerikanischer Politiker der Demokratischen Partei. Seit Januar 2017 vertritt er den neunten Distrikt des Bundesstaats Florida im US-Repräsentantenhaus.

## Werdegang
Zwischen 1996 und dem Jahr 2000 studierte Darren Soto das Fach Wirtschaft an der Rutgers University, welches er mit einem Bachelor of Arts beendete. Nach einem anschließenden Jurastudium mit Abschluss als Juris Doctor (J.D.) an der George Washington University und seiner 2004 erfolgten Zulassung als Rechtsanwalt begann er ab dem Jahr 2005 in diesem Beruf zu arbeiten.
Er ist seit 2013 mit seiner Frau Amanda verheiratet.

## Politische Karriere
Politisch schloss er sich der Demokratischen Partei an. Zwischen 2007 und 2012 saß er im Repräsentantenhaus von Florida. Im Anschluss gehörte er bis 2016 dem Staatssenat an.
Bei den Kongresswahlen des Jahres 2016 wurde Soto im neunten Kongresswahlbezirk von Florida gegen den Republikaner Wayne Liebnitzky mit 57,5 % in das US-Repräsentantenhaus in Washington, D.C. gewählt, wo er am 3. Januar 2017 die Nachfolge von Alan Grayson antrat, der nicht mehr für das Repräsentantenhaus kandidiert hatte, um sich einer dann erfolglosen Kandidatur für den Senat der Vereinigten Staaten zu widmen. Im Jahr 2018 setzte er sich mit 58 Prozent erneut gegen Liebnitzky von der Republikanischen Partei durch. 2020 gelang ihm die Wiederwahl mit 56 Prozent der Stimmen gegen den Vertreter der Republikanischen Partei, Bill Olson. Bei den Wahlen 2022 gewann er mit 53,6 % gegen Scotty Moore. 2024 siegte er bei der Wahl zum 119. Kongress mit 55,1 % über den Republikaner Thomas Chalifoux. Seine aktuelle, insgesamt fünfte Legislaturperiode im Repräsentantenhaus des 119. Kongresses läuft noch bis zum 3. Januar 2027.

### Ausschüsse
Soto ist aktuell Mitglied in folgenden Ausschüssen des Repräsentantenhauses:
- Committee on Agriculture
  - Livestock, Dairy, and Poultry
- Committee on Energy and Commerce
  - Communications and Technology
  - Innovation, Data, and Commerce

Er ist außerdem Mitglied in der New Democrat Coalition sowie in zehn weiteren Caucuses.